# Miriam Adelson
Miriam Adelson (Tel Aviv; 10 de outubro de 1945) é médica, filantropa e doadora política americana e israelense. Ela foi casada com Sheldon Adelson de 1991 até a morte dele em 2021. Como viúva, ela se tornou dona do Las Vegas Sands e é estimada como a quinta mulher mais rica dos EUA e do mundo, com um patrimônio líquido de US$ 35,7 bilhões, em novembro.
Ela é a israelense mais rica do mundo e a 42ª pessoa mais rica do mundo de acordo com o Índice de Bilionários da Bloomberg.
Ela é dona da Adelson Clinic, consultório especializado no tratamento da dependência química com unidades em Las Vegas e em Tel Aviv. Em 2023, ela entrou na NBA comprando o Dallas Mavericks.
Miriam e Sheldon Adelson foram alguns dos doadores republicanos mais proeminentes por anos e apoiadores de alto perfil de Israel e causas judaicas nos Estados Unidos. Em 2013, recebeu a cidadania honorária de Jerusalém. Eles foram doadores significativos para a campanha presidencial de Donald Trump em 2016 e ela recebeu a Medalha Presidencial da Liberdade em 2018.

## Biografia
Miriam Adelson formou-se em microbiologia e genética pela Universidade Hebraica de Jerusalém e em medicina na Faculdade de Medicina Sackler da Universidade de Tel Aviv.
Ela especializou-se em medicina interna e de emergência e foi médica-chefe dessas áreas no Hospital Rokach (Hadassah) em Tel Aviv. Miriam casou-se com Ariel Ochshorn, também médico, com quem teve dois filhos. Em 1986, após o divórcio, ela foi para a Universidade Rockefeller, em Nova York, onde pesquisou sobre o tratamento do abuso de drogas e da biologia do vício. Nesse período conheceu Sheldon Adelson e, em 1991, casaram-se. Em 1993, ela fundou um centro de abuso de substâncias e uma clínica de pesquisa no Sourasky Medical Center em Tel Aviv, Israel.